# FA2H
FA2H‏ (Fatty acid 2-hydroxylase) هوَ بروتين يُشَفر بواسطة جين FA2H في الإنسان.<ref name="entrez">